# Hội đồng Dân ủy Liên Xô 1929–1931
Hội đồng Dân ủy Liên xô 1929-1931 hay còn được gọi Hội đồng Dân ủy Đại hội Đại hội Xô Viết Liên Xô khóa V. Hội đồng Dân ủy Liên Xô được Ủy ban Chấp hành Trung ương Đại hội Đại hội Xô Viết Liên Xô phê chuẩn ngày 29/5/1929.
Hội đồng Dân ủy Liên Xô khóa V kết thúc nhiệm kỳ 18/3/1931 khi Ủy ban Chấp hành Trung ương Đại hội Đại hội Xô Viết Liên Xô phê chuẩn Hội đồng Dân ủy khóa mới.

## Thành viên
| Chức vụ          | Trực thuộc                           | Tên                            | Nhiệm kỳ       | Ghi chú khác                                          |
| ---------------- | ------------------------------------ | ------------------------------ | -------------- | ----------------------------------------------------- |
| Chủ tịch         | Hội đồng Dân ủy                      | Alexei Rykov (1881-1938)       | 5/1929-12/1930 |                                                       |
| Chủ tịch         | Hội đồng Dân ủy                      | Vyacheslav Molotov (1890-1986) | 12/1930-3/1931 |                                                       |
| Phó Chủ tịch     | Hội đồng Dân ủy                      | Grigol Orjonikidze (1886-1937) | 5/1929-11/1930 |                                                       |
| Phó Chủ tịch     | Hội đồng Dân ủy                      | Jānis Rudzutaks (1887-1938)    | 5/1929-3/1931  |                                                       |
| Phó Chủ tịch     | Hội đồng Dân ủy                      | Valerian Kuybyshev (1888-1935) | 11/1930-3/1931 |                                                       |
| Phó Chủ tịch     | Hội đồng Dân ủy                      | Vasily Schmidt (1886–1938)     | 5/1929-12/1930 |                                                       |
| Phó Chủ tịch     | Hội đồng Dân ủy                      | Andrey Andreyev (1895-1971)    | 12/1930-3/1931 |                                                       |
| Quản lý Nội vụ   | Hội đồng Dân ủy                      | Nikolai Gorbunov (1892-1938)   | 5/1929-12/1930 |                                                       |
| Quản lý Nội vụ   | Hội đồng Dân ủy                      | Platon Kerzhentsev (1881-1940) | 12/1930-3/1931 |                                                       |
| Ủy viên Nhân dân | Bộ Dân ủy Ngoại giao                 | Georgy Chicherin (1872-1936)   | 5/1929-7/1930  |                                                       |
| Ủy viên Nhân dân | Bộ Dân ủy Ngoại giao                 | Maxim Litvinov (1876-1951)     | 7/1930-3/1931  |                                                       |
| Ủy viên Nhân dân | Bộ Dân ủy Quân sự và Hải quân        | Kliment Voroshilov (1881-1969) | 5/1929-3/1931  |                                                       |
| Ủy viên Nhân dân | Bộ Dân ủy Nội thương và Ngoại thương | Anastas Mikoyan (1895-1978)    | 5/1929-11/1930 | Tách làm Bộ Dân ủy Ngoại thương và Bộ Dân ủy Cung ứng |
| Ủy viên Nhân dân | Bộ Dân ủy Ngoại thương               | Arkady Rosengolts (1889–1938)  | 11/1930-3/1931 | Bộ Dân ủy tái lập                                     |
| Ủy viên Nhân dân | Bộ Dân ủy Cung ứng                   | Anastas Mikoyan (1895-1978)    | 11/1930-3/1931 | Bộ Dân ủy thành lập                                   |
| Ủy viên Nhân dân | Bộ Dân ủy Giao thông vận tải         | Jānis Rudzutaks (1887-1938)    | 5/1929-6/1930  |                                                       |
| Ủy viên Nhân dân | Bộ Dân ủy Giao thông vận tải         | Moisei Rukhimovich (1889-1938) | 6/1930-3/1931  |                                                       |
| Ủy viên Nhân dân | Bộ Dân ủy Bưu chính và điện tín      | Nikolai Antipov (1894-1938)    | 5/1929-3/1931  |                                                       |
| Ủy viên Nhân dân | Hội đồng Kinh tế tối cao             | Valerian Kuybyshev (1888-1935) | 5/1929-11/1930 |                                                       |
| Ủy viên Nhân dân | Hội đồng Kinh tế tối cao             | Grigol Orjonikidze (1886-1937) | 11/1930-3/1931 |                                                       |
| Ủy viên Nhân dân | Bộ Dân ủy Lao động                   | Nikolai Uglanov (1886–1937)    | 5/1929-8/1930  |                                                       |
| Ủy viên Nhân dân | Bộ Dân ủy Lao động                   | Anton Tsikhon (1887–1939)      | 8/1930-3/1931  |                                                       |
| Ủy viên Nhân dân | Bộ Dân ủy Thanh tra Công nông        | Grigol Orjonikidze (1886-1937) | 5/1929-11/1930 |                                                       |
| Ủy viên Nhân dân | Bộ Dân ủy Thanh tra Công nông        | Andrey Andreyev (1895-1971)    | 11/1930-3/1931 |                                                       |
| Ủy viên Nhân dân | Bộ Dân ủy Tài chính                  | Nikolai Bryuhanov (1878-1938)  | 5/1929-10/1930 |                                                       |
| Ủy viên Nhân dân | Bộ Dân ủy Tài chính                  | Hryhoriy Hrynko (1890-1938)    | 10/1930-3/1931 |                                                       |
| Ủy viên Nhân dân | Bộ Dân ủy Nông nghiệp                | Yakov Yakovlev (1896-1938)     | 12/1929-3/1931 | Thành lập Bộ Dân ủy                                   |
| Ủy viên Nhân dân | Bộ Dân ủy Giao thông đường thủy      | Nikolai Janson (1882-1938)     | 1/1931-3/1931  | Thành lập Bộ Dân ủy                                   |